# Estação Colégio Militar/Luz
Colégio Militar/Luz é uma estação do Metropolitano de Lisboa. Situa-se no concelho de Lisboa, em Portugal, entre as estações Carnide e Alto dos Moinhos da Linha Azul. Foi inaugurada a 14 de outubro de 1988 em conjunto com as estações Alto dos Moinhos e Laranjeiras, no âmbito da expansão desta linha à zona de Benfica.
Durante a longa fase de projeto do prolongamento da Linha Azul onde a estação Colégio Militar/Luz se insere, nomes provisórios para esta indicados foram Luz e Estrada da Luz.[carece de fontes?]

## Descrição
Esta estação está localizada na Av. do Colégio Militar, junto ao cruzamento com a Av. Lusíada, possibilitando o acesso ao Centro Colombo, ao Estádio da Luz, e ao terminal de autocarros que se localiza nessa zona. O projeto arquitetónico é da autoria do arquiteto António J. Mendes e as intervenções plásticas do pintor Manuel Cargaleiro. À semelhança das mais recentes estações do Metropolitano de Lisboa, está equipada para poder servir passageiros com deficiências motoras, contando com vários elevadores que facilitam o acesso às plataformas.

## Reabilitação
Em 2011, o Metropolitano de Lisboa iniciou um conjunto de intervenções de refrescamento nesta estação, no qual se incluía a instalação de elevadores, a substituição da sinalética e a limpeza dos revestimentos. No entanto, estas obras acabariam por ser suspensas ainda no decorrer desse ano. Só oito anos depois, a 28 de março de 2019, voltariam a ser retomados os trabalhos, agora orçamentados em 2,6 milhões de euros. Após uma intervenção que se prolongou por 14 meses, a incorporação dos três ascensores ficou finalmente concluída em 28 de Maio de 2020.

## Acessos
Esta estação conta com nove acessos pedonais e um elevador entre o átrio e a superfície:
- Acesso 1 - está localizado no passeio norte da Rua Galileu Galilei, junto ao entroncamento com a Av. do Colégio Militar. Está direcionado para sudeste e conta com escadas pedonais.
- Acesso 2 - está localizado no passeio norte da Rua Galileu Galilei e permite o acesso direto subterrâneo ao Centro Comercial Colombo através de escadas mecânicas e escadas pedonais.
- Acesso 3 - está localizado no passeio norte da Rua Galileu Galilei, junto ao Centro Comercial Colombo. Está direcionado para noroeste e conta com escadas pedonais.
- Acesso 4 - está localizado no extremo norte do Largo da Revista Militar, junto ao viaduto da Av. Lusíada. Está direcionado para noroeste e conta com escadas pedonais.
- Acesso 5 - está localizado no extremo nascente do Largo da Revista Militar, junto à esquina com a Av. do Colégio Militar. Está direcionado para sudeste e conta com escadas pedonais.
- Acessos 6 a 9 - estão localizados no interior do Largo da Revista Militar e do terminal rodoviário aí existente, possibilitando o acesso direto às duas zonas de paragem dos autocarros da Carris e Carris Metropolitana. Estão direcionados para noroeste e sudeste e contam com escadas pedonais.
- Elevador - está localizado no passeio norte da Rua Galileu Galilei, junto ao Centro Comercial Colombo, direcionado para noroeste.

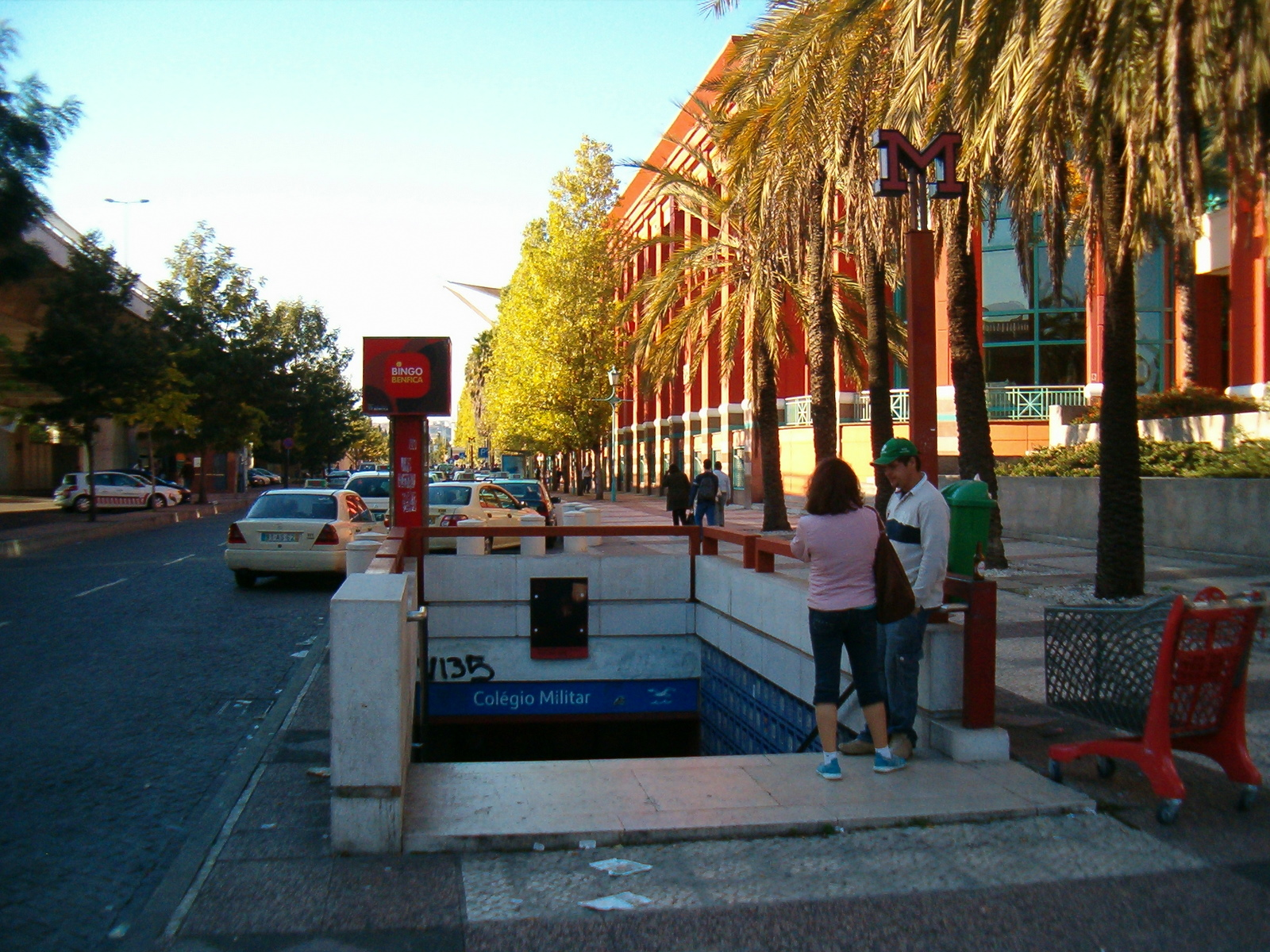
Um dos acessos da estação na Rua Galileu Galilei (Acesso 1)
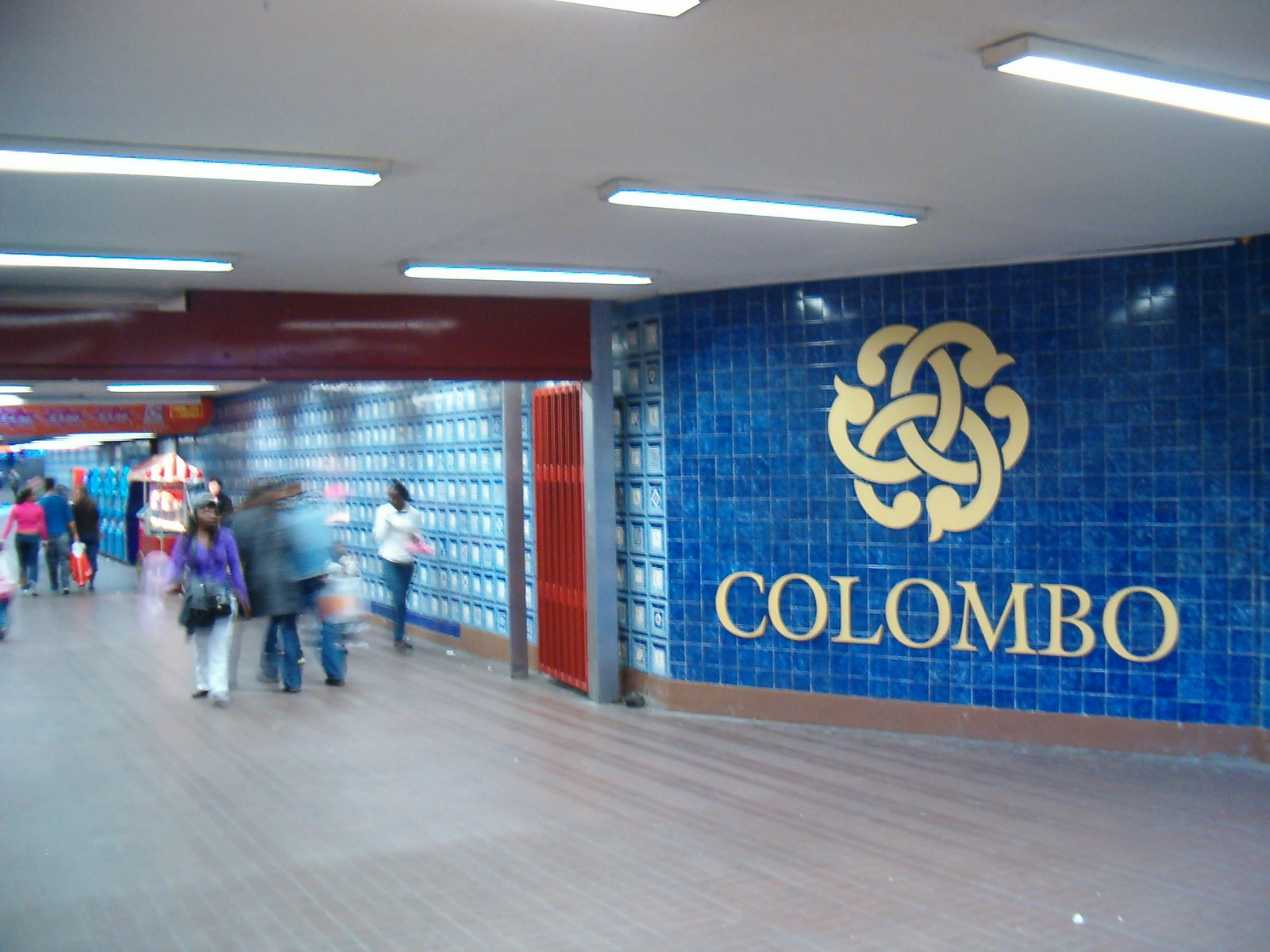
Ligação subterrânea ao Centro Comercial Colombo (Acesso 2)
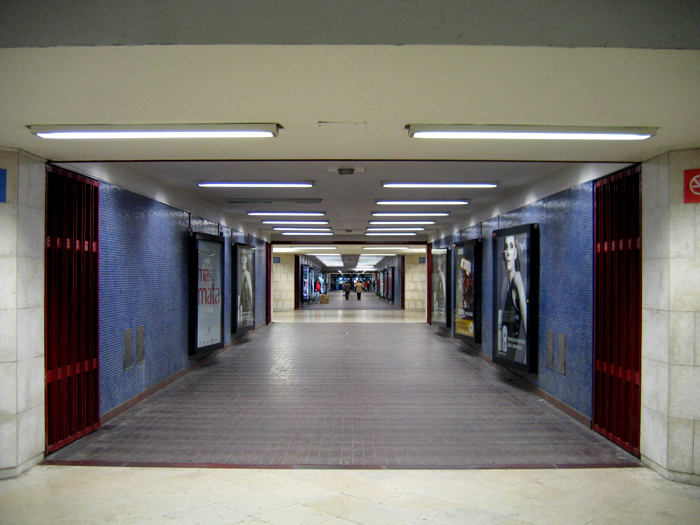
Corredor de ligação ao terminal rodoviário do Colégio Militar (Acessos 6 a 9)